# Protopop
Protopop (gr. protopapás) – dawne, wyszłe z użycia na początku XIX stulecia, określenie kapłana prawosławnego wyższego stopnia, sprawującego opiekę nad kilkoma parafiami. Protopop jest w Cerkwi prawosławnej odpowiednikiem dziekana kierującego dekanatem.
Niekiedy stanowisko to uważa się za równoważne ze stanowiskiem protojereja, chociaż to drugie odpowiada bardziej stanowisku dziekana kapitulnego – prałata kapituły katedralnej lub kolegiackiej.